# Área de gobierno local (Australia)

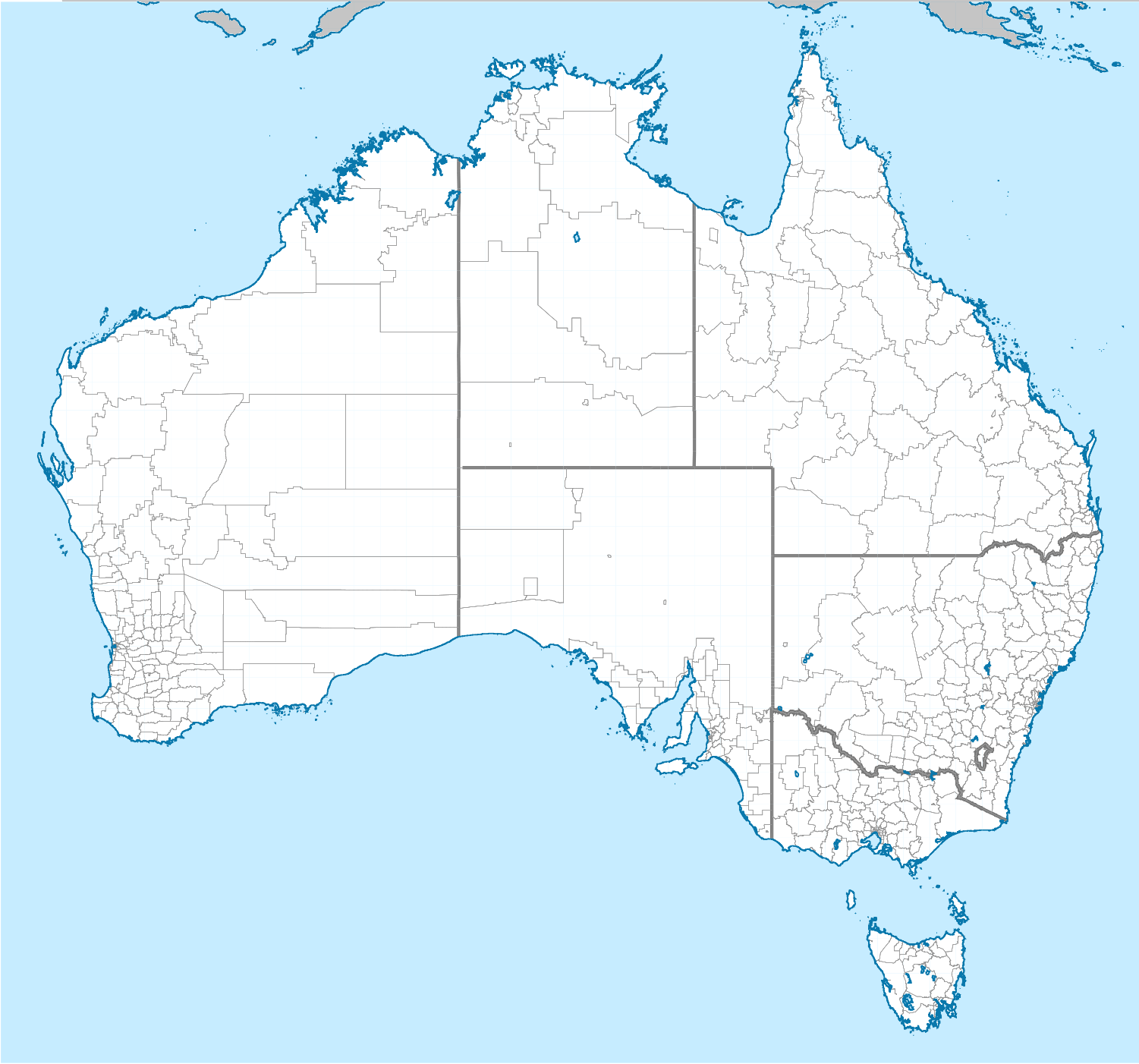
Áreas de gobierno local de Australia.

El gobierno local es el tercer nivel de gobierno en Australia, administrado con autonomía limitada bajo los estados y territorios, y a su vez bajo el gobierno federal. El gobierno local no es mencionado en la Constitución de Australia; sin embargo, la propia Constitución permite que los parlamentos de los estados legislen sus gobiernos locales, y los gobiernos de cada estado/territorio los reconocen en sus respectivas constituciones.
El gobierno local australiano está dirigido generalmente por un concejo, y su territorio de administración pública es denominado genéricamente por la Oficina Australiana de Estadística como área de gobierno local o LGA por sus siglas en inglés (Local Government Area), cada una de las cuales abarca múltiples suburbios o localidades a menudo de diferentes códigos postales; sin embargo, términos estilizados como «ciudad», «borough» y «shire» también tienen una interpretación geográfica o histórica. Los miembros de la junta del concejo se conocen generalmente como concejales, y el concejal jefe se denomina alcalde. Según el censo nacional de 2021, habían 566 áreas de gobierno local y 537 concejos en Australia, conformados por 5670 concejales electos.
A pesar de la existencia de un único nivel de gobierno local en Australia, hay una serie de extensas regiones con una población relativamente baja que no forman parte de ninguna LGA establecida. Las competencias de los gobiernos locales en estas áreas no incorporadas pueden ser ejercidas por órganos de gobierno con fines especiales establecidos al margen de la legislación local, como ocurre con las estaciones alpinas de Victoria; o administradas directamente por los gobiernos de los estados/territorios, como la totalidad del Territorio de la Capital Australiana. La superficie administrativa de los concejos australianos oscila entre los 1,5 km2 del shire de Peppermint Grove, en la región metropolitana de Perth, hasta los 379 571 km2 de East Pilbara, en Australia Occidental.

## Tipos de gobierno local
Los gobiernos locales son subdivisiones de los seis estados federados, así como del Territorio del Norte. El Territorio de la Capital Australiana no tiene un gobierno local separado, y las funciones municipales en Canberra y las regiones circundantes (normalmente desempeñadas por los gobiernos locales de otros estados) son realizadas por el gobierno territorial del Territorio de la Capital Australiana. Sin embargo, la Oficina de Estadística de Australia considera todo el Territorio de la Capital Australiana como una zona de gobierno local «no incorporada», aunque técnicamente sea una región administrativa de nivel estatal.
Aunque todos ellos son esencialmente idénticos en funciones y jurisdicciones, los gobiernos locales australianos tienen una variedad de títulos diferentes. El término «área de gobierno local» es utilizado por la ABS para referirse colectivamente a todas las zonas administrativas de gobierno local, independientemente de las diferentes denominaciones, mientras que la propia legislatura de gobierno local se conoce generalmente como concejo.
A veces se utilizan denominaciones distintas de «ciudad» o «shire» en los nombres de las LGA, y hoy en día se utilizan además los títulos estilizados de «ciudad», «distrito», «municipio», «distrito», «región», «gobierno comunitario», «concejo/shire aborigen» e «isla». La palabra «municipio» aparece en algunos estados con diferentes significados: en Nueva Gales del Sur se utiliza normalmente para las zonas urbanas más antiguas, y la palabra se utiliza para algunas ciudades rurales en Australia Meridional. Las ciudades más grandes y los pequeños centros exurbanos metropolitanos de Queensland y Australia Occidental utilizan simplemente el término «town» (ciudad), mientras que en Victoria se designan como «ciudad rural». Históricamente, la palabra «borough» era común para las pequeñas ciudades y centros suburbanos de Victoria, pero en la actualidad sólo el Borough de Queenscliffe se mantiene como el único borough de todo el país. Nueva Gales del Sur y Queensland también han introducido el nuevo término «región» para las LGA del interior formadas por la fusión de pequeños condados y ciudades rurales. En Nueva Gales del Sur, donde la Ley de Gobierno Local no obliga a adoptar una denominación, algunas zonas de gobierno local se conocen legalmente simplemente como «concejo". Algunas zonas rurales de Australia Meridional se conocen como «concejo distrital», y todas las LGA de Tasmania que antes eran municipios han pasado a denominarse «concejos»
Casi todos los concejos locales tienen las mismas funciones administrativas y estructuras políticas similares, independientemente de su denominación, y conservan una designación concreta sólo por razones históricas. Suelen tener un concejo electo y, por lo general, un alcalde o presidente de shire responsable de presidir las reuniones del concejo. En algunos concejos, el alcalde es una figura elegida directamente, pero en la mayoría de los casos el alcalde es elegido por la junta de concejales. Los poderes de los alcaldes también varían; por ejemplo, los alcaldes de Queensland tienen amplias funciones ejecutivas, mientras que los alcaldes de Nueva Gales del Sur son esencialmente figuras ceremoniales que sólo pueden ejercer el poder a discreción del concejo.

### Gobiernos locales por estado
La siguiente tabla ofrece un resumen de las áreas de gobierno local por estados y territorios por tipos de área de gobierno local en diciembre de 2023:
| Tipos de áreas de gobierno local | NSW | Vic | Qld | WA  | SA | Tas | NT | ACT | Total |
| -------------------------------- | --- | --- | --- | --- | -- | --- | -- | --- | ----- |
| Concejos aborígenes              |     |     |     |     | 2  |     |    |     | 2     |
| Shires aborígenes                |     |     | 12  |     |    |     |    |     | 12    |
| Boroughs                         |     | 1   |     |     |    |     |    |     | 1     |
| Ciudades                         | 30  | 34  | 8   | 27  | 21 | 6   | 2  |     | 128   |
| Concejos                         | 32  |     |     |     | 17 | 23  | 2  |     | 74    |
| Concejos distritales             |     |     |     |     | 23 |     |    |     | 23    |
| Municipalidades                  | 2   |     |     |     |    |     |    |     | 2     |
| Concejos regionales              | 9   |     | 29  |     | 4  |     | 9  |     | 51    |
| Ciudades rurales                 |     | 6   |     |     | 1  |     |    |     | 7     |
| Shires                           | 55  | 38  | 28  | 104 |    |     | 2  |     | 227   |
| Towns                            |     |     | 1   | 8   | 2  |     | 2  |     | 13    |
| Sub-total                        | 128 | 79  | 78  | 139 | 70 | 29  | 17 | 0   | 540   |
| No incorporada                   | 2   | 9   |     | 2   | 1  |     | 7  | 1   | 22    |
| Total                            | 130 | 88  | 78  | 141 | 71 | 29  | 24 | 1   | 562   |

Para más detalles en cada estado y territorio, véase:
- Áreas de gobierno local de Nueva Gales del Sur
- Áreas de gobierno local de Queensland
- Áreas de gobierno local de Australia Meridional
- Áreas de gobierno local de Australia Occidental
- Áreas de gobierno local de Tasmania
- Áreas de gobierno local del Territorio del Norte
- Áreas de gobierno local de Victoria

### Clasificación
La Clasificación Australiana de Gobiernos Locales (Australian Classification of Local Governments, ACLG) clasifica a las autoridades de gobierno local utilizando la población, la densidad de población y la proporción de población clasificada como urbana para el concejo. La clasificación, a nivel de dos dígitos, es:
- RA – Rural Agricultural (Rural Agrícola)
- RS – Rural Significant (Rural Significativo)
- RT – Rural Remote (Rural Remoto)
- UC – Urban Capital (Capital Urbana)
- UD – Urban Developed (Urbano desarrollado)
- UF – Urban Fringe (Franja Urbana)
- UR – Urban Regional (Urbano regional)

## Competencias y funciones.

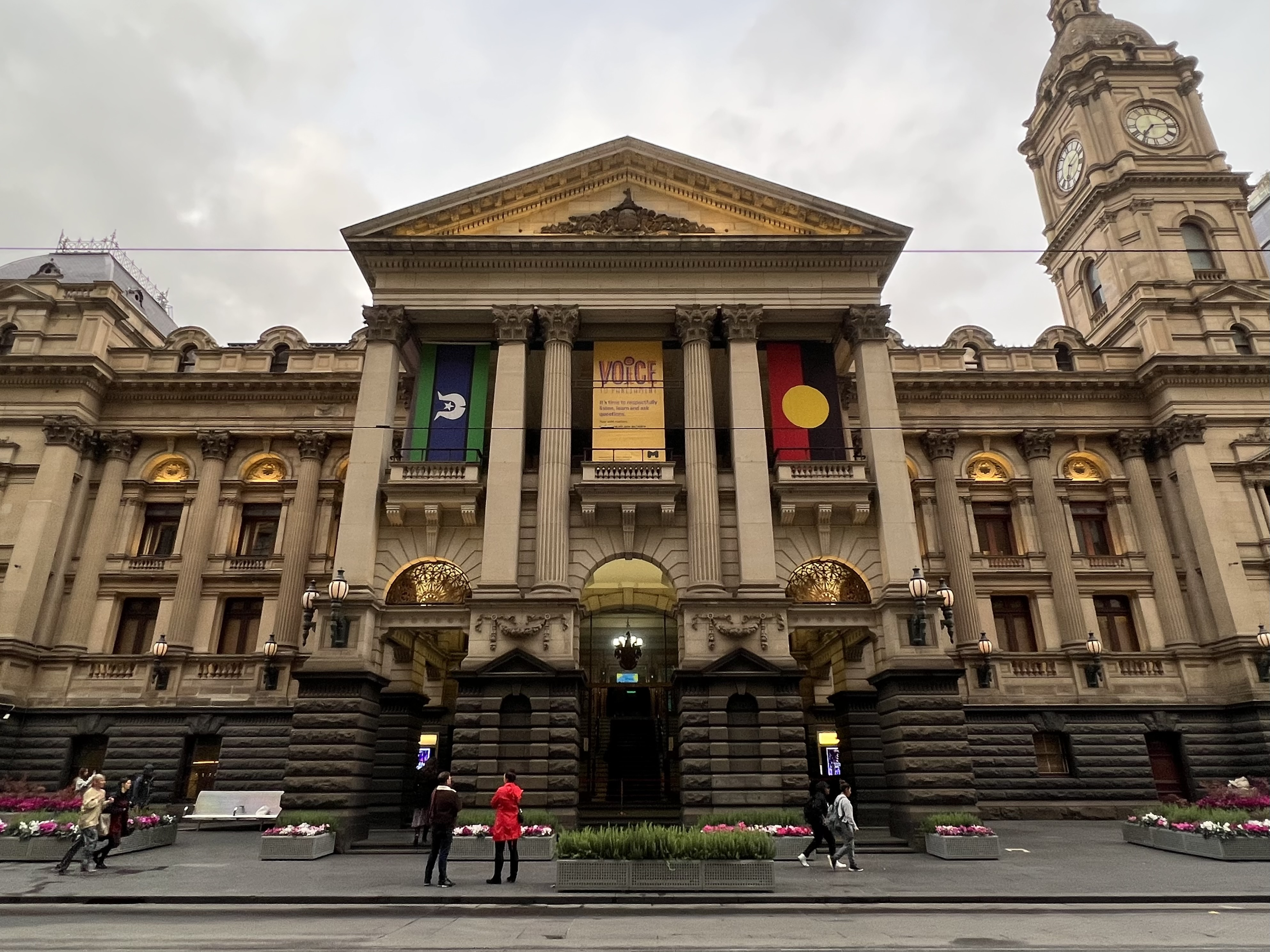
Ayuntamiento de Melbourne, oficinas del concejo de la ciudad de Melbourne.

En teoría, todas las administraciones locales tienen aproximadamente las mismas competencias, aunque las que abarcan grandes ciudades, como Brisbane y Gold Coast, disponen de más recursos debido a su mayor población. A diferencia de los gobiernos locales de muchos otros países, servicios como la policía, los bomberos y las escuelas son prestados, en la mayoría de los casos, por el gobierno estatal o territorial y no por los ayuntamientos.
En Australia, las funciones de los gobiernos locales se han ampliado recientemente a medida que los niveles superiores de gobierno han ido delegando actividades al tercer nivel. Algunos ejemplos son la prestación de servicios sanitarios comunitarios, los aeropuertos regionales y el control de la contaminación, así como la seguridad comunitaria y el transporte accesible. Los cambios en los servicios se han descrito como un paso de los «servicios a la propiedad» a los «servicios a las personas». En Australia, las expectativas de la comunidad respecto a la administración local han aumentado en el siglo xxi, en parte como resultado de una mayor participación en la toma de decisiones y de unas prácticas de gestión transparentes.
El gobierno local en Australia tiene poderes legislativos muy limitados y carece de poderes judiciales, y desde el punto de vista ejecutivo está sujeto a la jurisdicción exclusiva del estado/territorio al que pertenece. Las funciones y prácticas de los ayuntamientos se centran principalmente en la gestión de los servicios públicos y los usos del suelo a nivel comunitario, y son similares en toda Australia, aunque pueden variar en cierta medida entre jurisdicciones. Los departamentos estatales supervisan las actividades de los ayuntamientos y pueden intervenir en sus asuntos cuando sea necesario, con sujeción a la legislación pertinente.

## Áreas no incorporadas

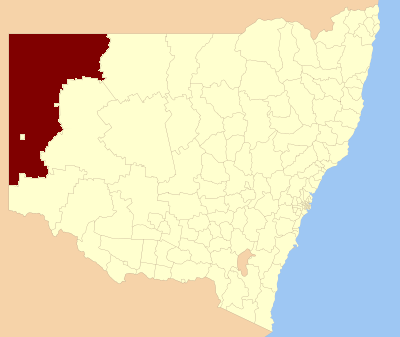
Mapa de la región no incorporada del Lejano Oeste (en rojo), el área más remota y despoblada del estado de Nueva Gales del Sur.

A diferencia de muchos otros países, Australia sólo tiene un nivel de gobierno local inmediatamente inferior a los gobiernos estatales y territoriales. Aparte de las zonas muy poco pobladas y algunos otros casos especiales, casi toda Australia forma parte de un área de gobierno local. Las áreas no incorporadas australianas no pertenecen a ningún LGA y, por lo tanto, no poseen concejos propios. Suelen establecerse en lugares remotos que abarquen grandes extensiones y cuenten con población muy reducida y/o dispersa.